# Dysdera arabica
Espèce
Dysdera arabica est une espèce d'araignées aranéomorphes de la famille des Dysderidae.

## Distribution
Cette espèce est endémique d'Oman. Elle se rencontre dans les monts Hajar.

## Étymologie
Son nom d'espèce lui a été donné en référence au lieu de sa découverte, l'Arabie.

## Publication originale
- Deeleman-Reinhold & Deeleman, 1988 : Revision des Dysderinae (Araneae, Dysderidae), les espèces méditerranéennes occidentales exceptées. Tijdschrift voor Entomologie, vol. 131, p. 141-269 (texte intégral).